# Sven Väth

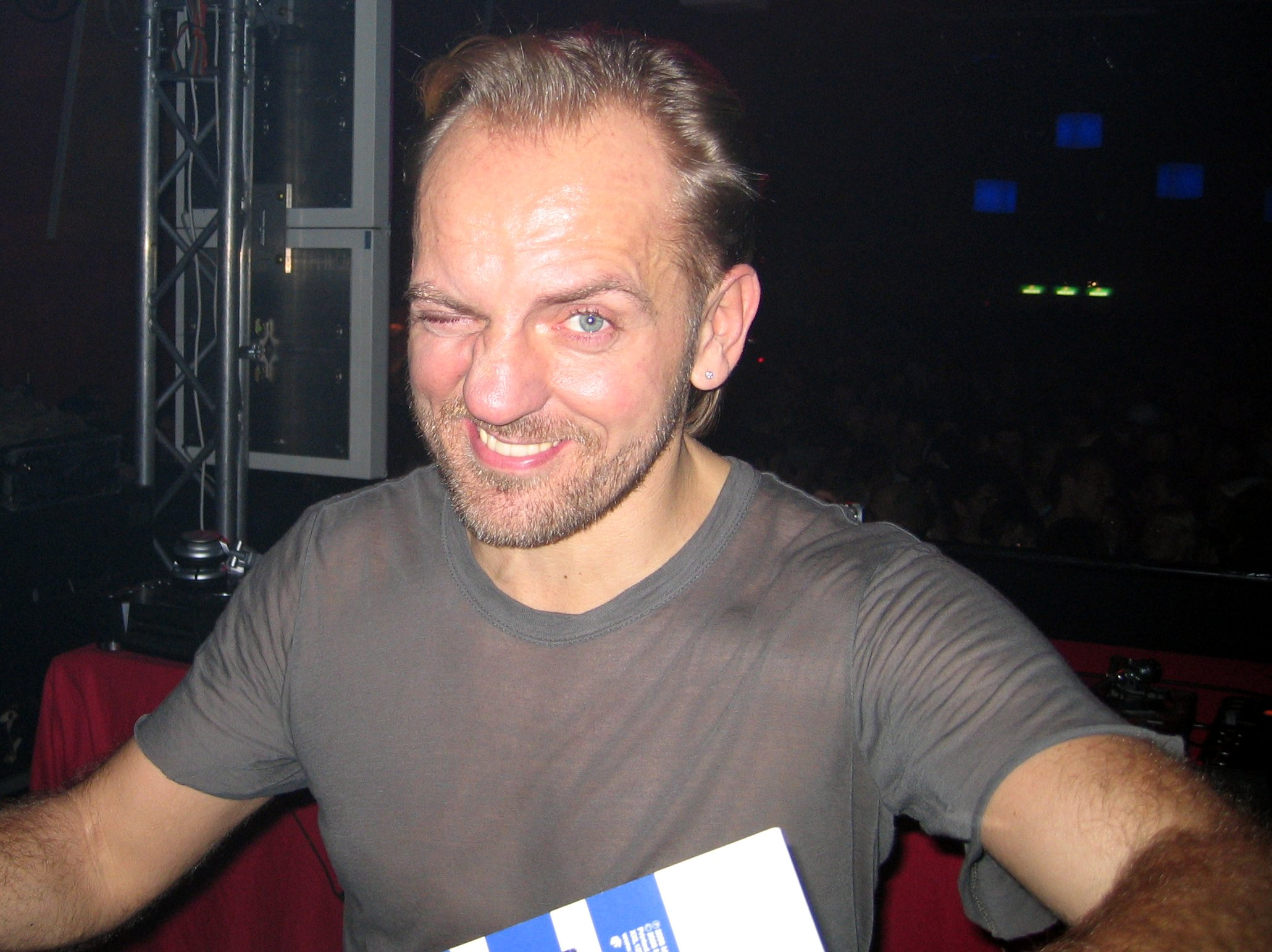
Sven Väth in 2006

Sven Väth (Obertshausen, Hessen, 26 oktober 1964) is een Duitse dj en producer uit Frankfurt am Main, die wordt gezien als een van de pioniers van de Duitse dance. Aanvankelijk was hij een van de grondleggers van het trance om later meer op techno te concentreren. Om deze reden wordt hij ook Papa Väth genoemd. Hij is (mede)stichter van verschillende platenlabels, waaronder het Eye Q Records, Harthouse en Cocoon Recordings. Väth is een zeer populaire dj en staat bekend om lange sets die meer dan 14 uur kunnen duren.

## Vroege jaren
Sven Väth wordt in 1964 geboren als kind van twee ouders die beide in Oost-Duitsland geboren zijn. Ze vluchtten beide over de grens en ontmoetten elkaar in Hessen. Zijn vader werkt als kunstschilder. Later opent hij ook een eigen café, waar Sven zijn eerste ervaring als dj opdoet.  In de zomer van 1980 reist hij op de bonnefooi naar Ibiza om daar de zomer door te brengen als propper, slapend op strandstoelen. Daar besluit hij om dj te worden. In 1982 krijgt hij de kans bij de club Dorian Gray in Frankfurt am Main. Hier ontmoet hij producers Luca Anzilotti en Michael Münzing. Het trio richt de synthpopgroep Organisation for Fun (OFF) op. De single Bad News (1985) groeit uit tot een hit en verkoopt meer dan een miljoen keer. Het nummer Electrica Salsa (1987) is ook in Nederland een hit. Väth zingt ook incidenteel voor 16 BIT, een ander project van Anzilotti en Münzing. De groep bestaat tot 1990 en brengt ook twee albums uit. Sven richt met Münzing ook de club Omen op in Frankfurt. In 1990 stopt de muzikale samenwerking Anzilotti en Münzing gaan dan door als producers achter het bijzonder succesvolle Snap!. Voor hun hit The Power maakt Väth nog een remix. Tegelijkertijd begint hij met Matthias Hoffmann en Steffen Britzke het trio Mosaic, waarmee ze enkele housetracks produceren.

## Trancepionier
Rondom de club Omen ontstaat begin jaren negentig een bloeiende technoscene met een eigen geluid. Deze ontwikkelt zich als het trancegenre. Samen met Matthias Hoffmann en Heinz Roth richt hij in 1991 het label Eye Q Records op dat op trance gericht is. In 1992 volgt ook Harthouse, dat wat meer op techno en harde donkere trance is gericht. Daarnaast is er nog Recycle Or Die, waar ambient op verschijnt. In samenwerking met de producers Matthias Hoffmann, Ralf Hildenbeutel en Steffen Britzke produceert hij, in wisselende combinaties, onder diverse namen tranceplaten. In 1992 maakt hij met Hildenbeutel het album The Art Of Dance als Barbarella. Het is een ode aan de film Barbarella (1968) en bevat ook samples van Jane Fonda. Onder zijn eigen naam, maar met medewerking van Hildenbeutel produceert hij Accident In Paradise (1993) dat als conceptalbum, geïnspireerd  door progrock, is opgezet en de hit L'Esperanza voortbrengt. Het album is succesvol en wordt ook in de Verenigde Staten uitgebracht door Warner Music Group. In 1995 neemt Mixmag magazine het album op in de top 50 van beste dancealbums die tot dan toe verschenen zijn. Het wordt een jaar later gevolgd door het wat minder succesvolle The Harlequin - The Robot And The Ballet-Dancer (1994). Het Amerikaanse avontuur loopt overigens op niets uit. Väth is ook betrokken bij de projecten Odyssee Of Noises, Astral Pilot, Metal Master en Essence Of Nature. Van Astral Pilot, dat hij met Britzke produceert, verschijnt in 1995 het album Electro Acupuncture. Het tweetal maakt ook een soundtrack voor de film Der kalte Finger (1996). Met Hildenbeutel maakt hij nog Fusion (1998), dat het gelijknamige hitje voortbrengt. Daarna is de tranceperiode voorbij voor Väth. Harthouse en Eye Q  gaan in 1997 en 1998 failliet. En ook club Omen moet sluiten vanwege aanhoudende problemen met de autoriteiten. Väth verlegt zijn werkterrein naar Berlijn. In 2000 brengt hij Retrospective 1990-97 uit als samenvatting van zijn tranceperiode. De oude singles My name is Barbarella en L'Esperanza worden bij die gelegenheid opnieuw uitgebracht.

## Richting techno
Väth vindt daarna onderdak bij Virgin Records, waar Fusion al verscheen. Daar brengt hij in 2000 het album Contact uit, dat meer een technogeluid laat horen en veel invloed ontleent aan Kraftwerk. Op het album werkt hij samen met de producers Johannes Heil, Anthony Rother en het duo Alter Ego. Rother en Alter Ego werken ook aan opvolger Fire. Op dit album staat een opvallende bewerking van het nummer Je T'Aime... Moi Non Plus van Serge Gainsbourg waarbij hij een duet doet met Miss Kittin. Er wordt ook het remix album Fire Works (2003) van gemaakt met daarop remixen van Ricardo Villalobos, Legowelt en LoSoul. Daarna zakt zijn productiviteit sterk in en concentreert hij zich meer op zijn dj-activiteiten. Wel maakt hij nog met Rother de singles Komm (2005) en Springlove (2006). Daarna brengt hij vooral mixcompilaties uit van de seizoenen van zijn Cocoon-feesten.
In 2000 richt hij ook weer een nieuw label op. Met Cocoon Recordings richt hij zich op techno en electro. Väth geeft vanaf 1999 in diverse zomers met zijn Cocoon Recordings elke maandagavond een feest in de club Amnesia op Ibiza. Ook richt hij weer een club in Frankfurt am Main op met de naam Cocoon.

## Discografie

### Albums
- Barbarella - The Art of Dance (Harthouse, 1992)
- Accident in Paradise (Eye Q, 1992) (Warner Bros. Records, 1993, US)
- The Harlequin, the Robot, and the Ballet Dancer (Eye Q, 1994) (Warner Bros. Records, 1995, US)
- Astral Pilot – Electro Acupuncture (Harthouse, 1995)
- Der Kalte Finger (Eye Q, 1996; samenwerkingsverband met B-Zet)
- Fusion (Virgin Records, 1998)
- Six in the Mix (The Fusion Remix Collection '99) (Virgin Records, 1999)
- Contact (Ultra Records, 2000) (ook uitgebracht door Virgin Records)
- Retrospective 1990-1997 (single-disc version) (WEA Records, 2000)
- Retrospective 1990-1997 (two-disc version) (Club Culture, 2000) (in Japan ook uitgebracht door Warner Music)
- Fire (Virgin Records, 2002)
- Fire Works (remixes of tracks from "Fire") (Virgin Records, 2003)
- Sound of the Seventh Season (two-disc version 2006)
- Sound of the Eight Season (two-disc edition: Show/Freak 2007)
- Sound of the Ninth Season (two-disc version 2008)
- Sound of the Tenth Season (two-disc version 2009)
- Sound of the Eleventh Season (two-disc version 2010)
- Sound of the Twelfth Season (two-disc version 2011)
- Sound of the Thirteenth Season (two-disc version 2012)
- Sound of the Fourteenth Season (two-disc version 2013)
- Sound of the Fifteenth Season (two-disc version 2014)
- Sound of the Sixteenth Season (two-disc version 2015)

### Singles
- Ritual of Life (Eye Q, 1993)
- Ballet-Fusion (Eye Q, 1994)
- Fusion - Scorpio's Movement (Virgin Records, 1997)
- Breakthrough (Virgin Records, 1998)
- Face It (Virgin Records, 1998)
- Omen A.M. (Virgin Records, 1998)
- Schubdüse (Virgin Records, 1998)
- Sounds Control Your Mind (Virgin Records, 1998)
- Augenblick (Virgin Records, 1999)
- Dein Schweiss (Virgin Records, 1999)
- Discophon (Virgin Records, 1999)
- Barbarella (Remix) (Club Culture, 2000)
- L'Esperanza (Remix) (Club Culture, 2000)
- My Name is Barbarella (Code Blue, 2000)
- Je T'aime ... Moi Non Plus / Design Music (Virgin Records, 2001)
- Strahlemann Und Söhne (Remix) (Virgin Records, 2001)
- Mind Games (Virgin Records, 2002)
- Set My Heart on Fire (Virgin Records, 2002)
- Komm (Cocoon Recordings, 2005)
- Spring Love (Datapunk, 2006)

| Single met eventuele hitnotering(en) in de Nederlandse Top 40 | Datum van verschijnen | Datum van binnenkomst | Hoogste positie | Aantal weken | Opmerkingen |
| ------------------------------------------------------------- | --------------------- | --------------------- | --------------- | ------------ | ----------- |
| Fusion / Scorpio's Movement                                   |                       | 04-04-1998            | 99              | 1            |             |